# Kabina letadla

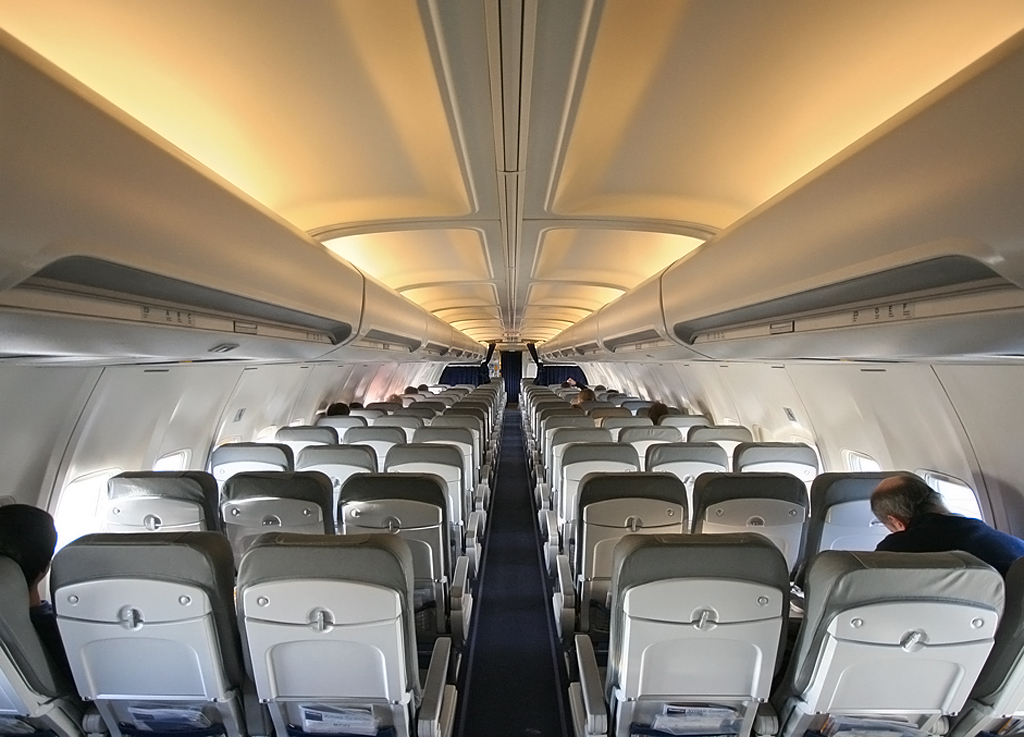
Kabina letounu Boeing 737 (turistická třída)

Kabina letadla je ta část letadla, ve které cestují pasažéři. Většina moderních komerčních letadel má kabinu přetlakovanou, protože cestovní výšky jsou dostatečně velké, takže okolní atmosféra je příliš řídká na to, aby cestující a posádka mohli dýchat.
V komerční letecké dopravě, zejména v dopravních letadlech, mohou být kajuty rozděleny do několika částí. Ty mohou zahrnovat sekce cestovních tříd ve středních a velkých letadlech, prostory pro letušky, kuchyňku a sklad. Sedadla jsou většinou uspořádána v řadách a uličkách. Čím vyšší cestovní třída, tím více prostoru k dispozici je. Kajuty různých cestovních tříd jsou často rozděleny závěsy, které se někdy nazývají děliče tříd. Cestující na komerčních letech obvykle nemají povoleno navštěvovat kajuty vyšší cestovní třídy.
Některé kabiny letadel obsahují zábavní systémy pro cestující. Kabiny na krátké a střední vzdálenosti nemívají žádné nebo sdílené obrazovky, zatímco lety na dlouhé a ultra dlouhé vzdálenosti často obsahují osobní obrazovky.